# Овињон
Овињон (фр. Auvignon) је река у Француској. Дуга је 56 km. Улива се у Гарону. 